# 博略 (上卢瓦尔省)
博略（法語：Beaulieu，法語發音：[boljø] ⓘ）是法国上卢瓦尔省的一个市镇，属于勒皮区。

## 地理
博略（45°7'41"N, 3°56'31"E）面积22.27 平方千米，位于法国奥弗涅-罗讷-阿尔卑斯大区上盧瓦爾省，该省份为法国中南部省份，北起多姆山省和卢瓦尔省，西接康塔爾省，南至洛泽尔省，东临阿尔代什省。
与博略接壤的市镇（或旧市镇、城区）包括：卢瓦尔河畔沙马利耶尔、卢瓦尔河畔拉武特、马尔勒韦尔、罗西耶尔、圣樊尚、沃雷。

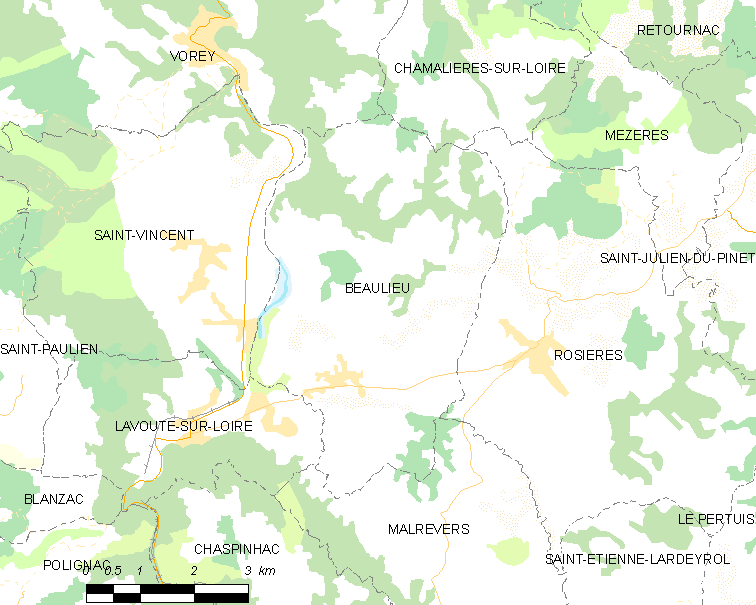
的OSM定位图

博略的时区为UTC+01:00、UTC+02:00（夏令时）。

## 行政
博略的邮政编码为43800，INSEE市镇编码为43021。

## 政治
博略所属的省级选区为昂布拉韦-梅加勒县。

## 人口

1962-2008年间人口变化图示

博略于2022年1月1日时的人口数量为1071人。